# Hessle

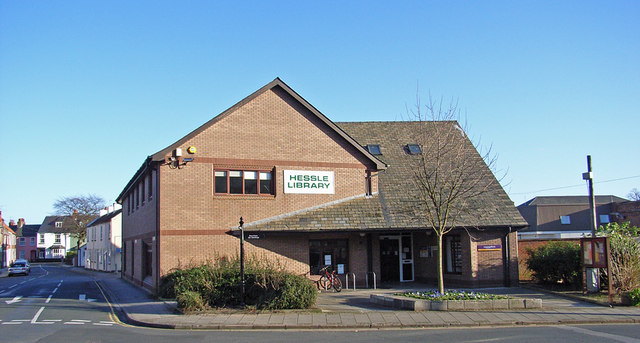
photo d'une librairie à Hessle

Hessle est une ville d’Angleterre (Royaume-Uni) de 14 767 habitants situé dans le comté du Yorkshire de l'Est dans la région Yorkshire et Humber. 
Hessle est jumelée avec la ville de Bourg-de-Thizy en France.